# Cerov Log
Cerov Log este o localitate din comuna Šentjernej, Slovenia, cu o populație de 205 locuitori.